# Viasona
Viasona és una enciclopèdia de música catalana a Internet que pretén indexar tots els artistes i grups que han cantat en català, a més dels discos editats i les cançons compostes en aquesta llengua des de l'any 1960 fins a l'actualitat. El motor de cerca del portal permet als usuaris extreure tota mena de dades: tota la producció d'un artista, el catàleg complet d'una discogràfica, els discos i cançons d'un any concret i, fins i tot, descobrir les cançons que parlen d'una ciutat, un mes de l'any, un nom propi concret, etc.
En el moment d'obrir al públic, el 8 de setembre de 2010, Viasona tenia un total de 1.438 grups, 2.942 àlbums i 23.101 cançons indexades a la seva base de dades. El març de 2013, Viasona tenia un total de 2.580 grups, 5.380 àlbums, més de 40.000 cançons indexades, i una audiència de més de 83.000 usuaris únics mensuals (gener de 2013). El setembre de 2015, la xifra d'audiència ha arribat als 120.483 usuaris únics, que fan aquest web el més visitat del sector de la música catalana a Internet. El setembre del 2020 tenia 90.737 cançons, 11.840 àlbums, 4.889 grups i artistes, 102.441 àudios, 52.789 vídeos musicals i 11.015 portades de disc. L'empresa editora de Viasona és Tirabol Produccions, que gestiona altres webs com Racó Català o La Tafanera.
Viasona ha rebut el Premi Ovidi Montllor 2015 com al millor suport per a la música valenciana.